# آلن ناوارو
آلن ناوارو (انگلیسی: Alan Navarro؛ زادهٔ ۳۱ مهٔ ۱۹۸۱) یک بازیکن فوتبال است.